# Arte di Calimala

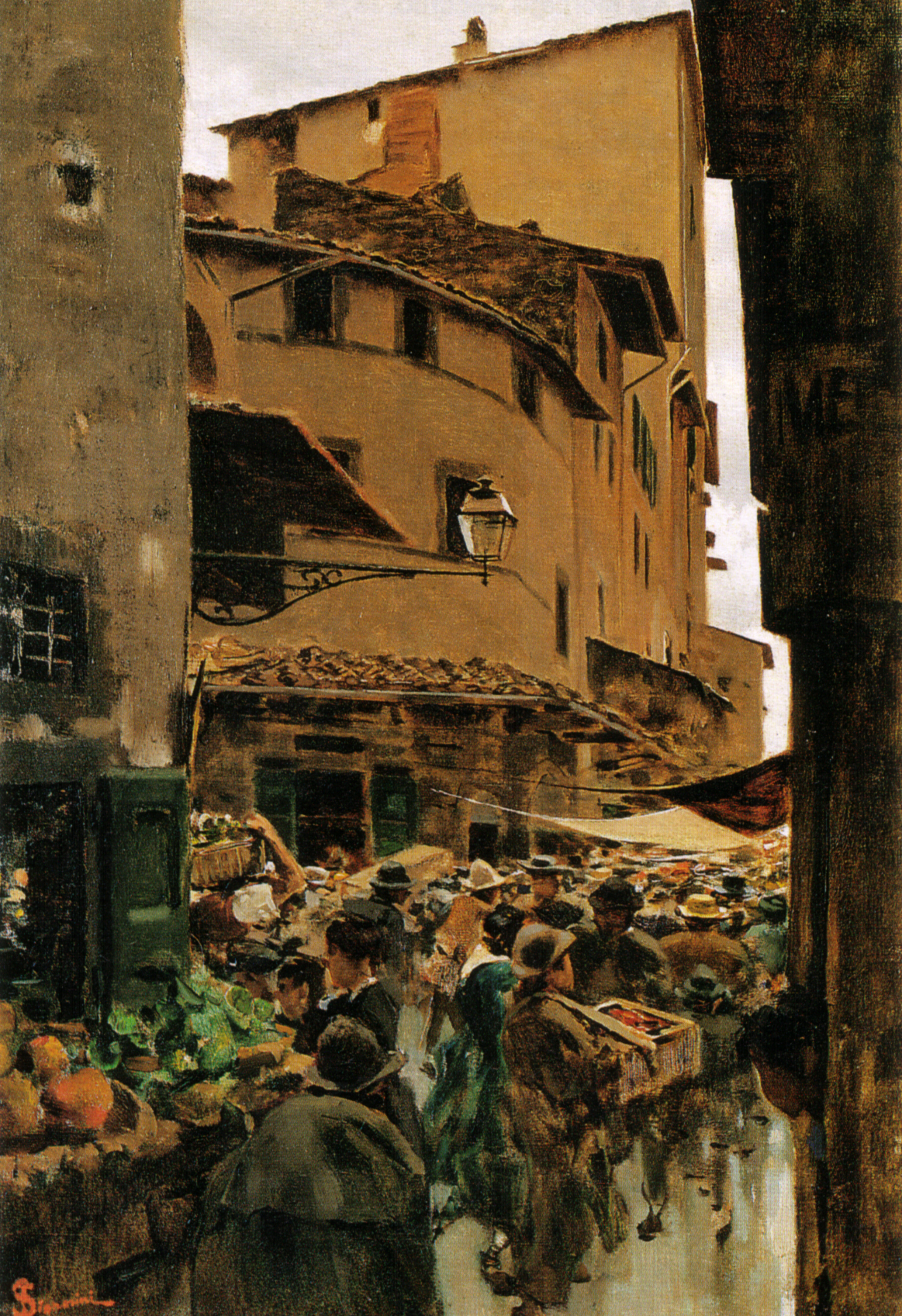
Via Calimala pintura de Telemaco Signorini, 1889.

El Arte di Calimala, es el gremio de los terminadores y mercaderes de telas extranjeras, fue uno de los más importantes gremios de Florencia, los Arti Maggiori, que se arrogaron a sí mismos el poder cívico de la República de Florencia durante la Alta Edad Media. La importancia de los Calimala provenía de la organización en el siglo XIII de los gremios florentinos, cada uno con su gonfaloniere, hasta que el ascenso de los Medici usurpó todos los poderes comunales en el siglo XV. Su presencia es conmemorada en la via di Calimala, que nace en el foro romano de la ciudad (actualmente Piazza della República) pasa por el Mercato Nuovo hacia la antigua puerta de la ciudad, la Por Santa María, como la cardo romana; la calle principal, tan antigua como la misma Florencia, era una ubicación privilegiada para el comercio, si bien sin pavimento, con mucha gente, y mucho más angosta que la que se observa hoy, era propiamente una callis malis, un "callejón". El nombre Calimala es muy antiguo y su etimología es oscura. Si bien se destruyeron en un incendio en el siglo XVIII los archivos más antiguos originales de Arte di Calimala, numerosas copias, conservadas en el Archivio di Stato en Florencia, son registro de los estatutos del gremio y de sus actividades.
Los mercaderes del arte di Calimala importaban telas de lana del norte de Francia, de Flandes y Brabante, que era teñidas, estiradas, abatanadas, calandradas y terminadas en Florencia. El tejido solo podía ser realizado por el Arte della Lana, quienes importaban lana en bruto de Inglaterra, pero que por su parte, podían teñir pero no llevar a cabo las otras tareas de terminación de toda tela tejida.
El comercio de la tela producida a base de lana era el motor de la economía de la ciudad. Las ganancias del comercio de telas, eran controladas con atención por la propia Arte di Calimala, y por lo general se encontraban limitado contra la usura de acuerdo a lo que establecía la Iglesia, el verdadero capitalismo nace en Florencia hacia el siglo XIII. Armando Sapori ha estudiado el funcionamiento de una pequeña, compagnia o consorcio del siglo XIV no especialmente exitosa, propiedad de Francesco del Bene y compañía,  cuyos archivos por suerte han llegado hasta el siglo XXI Francesco tenía dos socios inactivos, un escribiente y ocho o diez trabajadores, y procesaba un rollo de tela por día. En una escala más grande Silvano Borsari ha estudiado las operaciones de la compagnia de la familia Scali mercaderes-banqueros. Los intereses de los Scali que llegaban hasta Inglaterra, la fuente de la lana, lo que condujo de alguna manera a su bancarrota en 1326 a causa de una crisis de liquidez. La ganancia permitida sobre el primo costo, el precio que pagaban por la tela en el norte, al cual agregaban los costos adicionales de pagos a cuenta o seña, los maltolts que se debían pagar al rey de Francia, el transporte a París, el centro de la industria del teñido, almacenes, y regalos, propinas y coimas pagadas por el camino, daban por resultado el vero costo, el "costo real", conceptos que son mencionados en los estatutos del Calimala. una ganancia del 10 al 12 por ciento era permitida, que representaba el "precio justo" que indicaba la Iglesia.

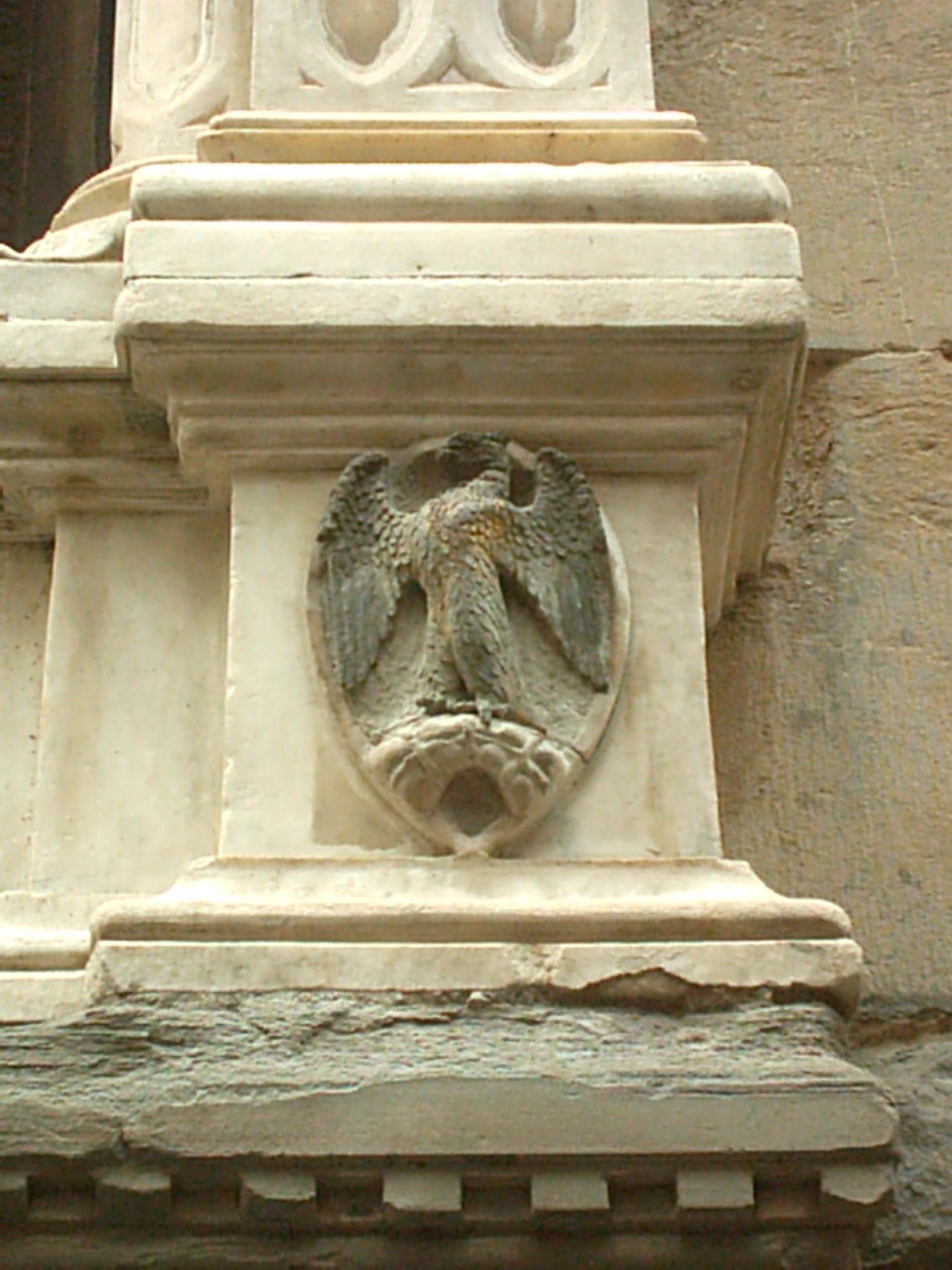
El águila sobre un rollo de tela, símbolo del Arte di Calimala

La documentación disponible más antigua del  Arte di Calimala se remonta a 1182, cuando los comerciantes de telas de Florencia fueron de los primeros en juntarse en una confraternidad para controlar la actividad que era su medio de vida.
Los miembros del Calimala eran la élite de Florencia. El capital necesario y la red de crédito para activarlo, naturalmente hizo que los miembros de la Calimala como los Scali se convirtieran en banqueros para complementar sus actividades como comerciantes, capaces de transformar sus ganancias comprando grano o territorios y tierras, o, como le sucede a los Scali en 1326, tener que enfrentar los procedimientos de bancarrota en la corte de mercaderes de la Mercanzia. El ejemplo de los Scali muestra el amplio rango de actividades que cubría el Arte di Calimala: los Scali operaban hacia 1220 en Inglaterra, la fuente de la lana que era tejida en Flandes y Brabante; durante el reinado de Enrique III ellos eran los principales intermediarios financieros entre el rey y la curia; por lo tanto luego de la batalla de Montaperti (1260) los Scali eran leales güelfos adherentes de la causa papal en Italia, hasta que su prosperidad resulta afectada, cuando el Papa Bonifacio VIII recurre a otros banqueros de Florencia y Pistoia, y los Ricciardi de Lucca pasan a ser los banqueros preferidos en Inglaterra. Lejos habían quedado las épocas florecientes a comienzos del siglo XIV cuando los Scali compraban lana en Inglaterra y Borgoña, estaban activos en Francia y Alemania, con unidades de procesamiento en Perugia, Milán y Venecia, y exportaban grano de Apulia a Ragusa del otro lado del Adriático, al final enfrentados con una crisis de liquidez los Scali deben comparecer ante la Mercanzia y el evento tuvo ciertas repercusiones sobre el crédito florentino en el extranjero.

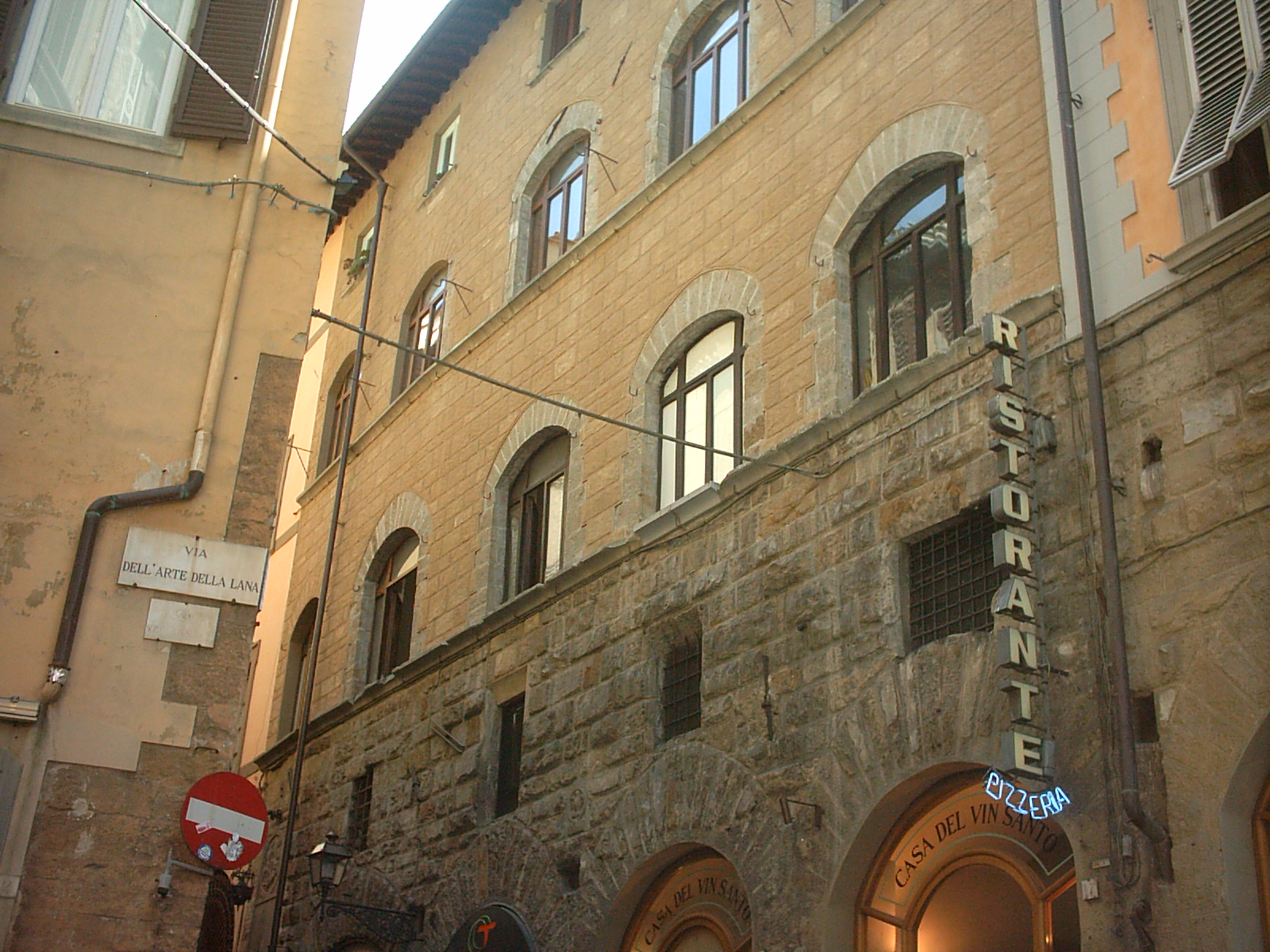
El Palazzo dell'Arte di Calimala, de fines del, sede del gremio.